# Митчелл-колледж
Митчелл-колледж (англ. Mitchell College) — частный гуманитарный колледж, расположенный в городе Нью-Лондон, штат Коннектикут, США. Основан в 1938 году.

## История
Основан в 1938 году в бывшем имении Альфреда Митчелла.

## Образовательные программы
Колледж предлагает двух- и четырехлетние программы по бизнес-администрированию, уголовному праву, дошкольному образованию, спортивному менеджменту.